# Rubus haeupleri
Rubus haeupleri es una especie de planta del género Rubus, perteneciente a la familia Rosaceae.

## Taxonomía
Rubus haeupleri fue descrita por H. E. Weber en 2009.

## Distribución
Se encuentra en el territorio de Alemania.